# Palau külkapcsolatai

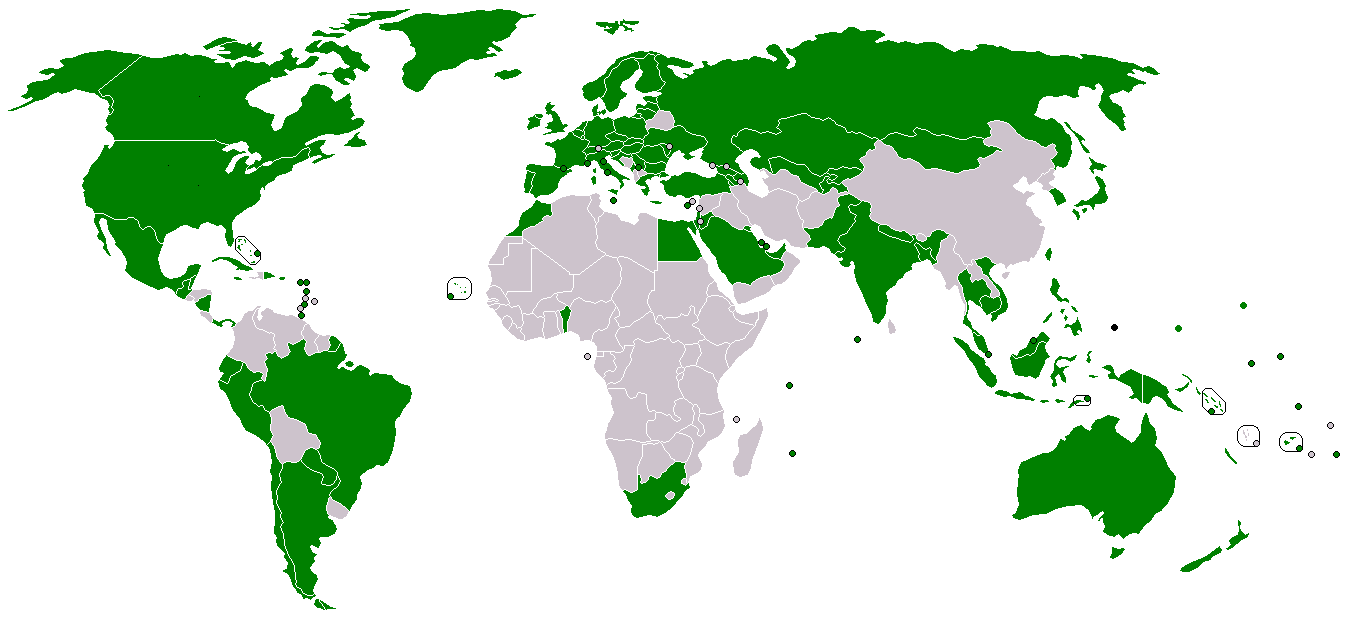
Palau (fekete) külkapcsolatai:
Államok, melyek hivatalos diplomáciai kapcsolatban állnak Palauval
Az Európai Unió azon tagállamai, melyeknek saját diplomáciai kapcsolatuk nincs Palauval

Palau egy szigetállam a Csendes-óceán északi részén
A szigetek felfedezői a portugálok voltak, majd 1696-ban a spanyolok vették birtokba a szigeteket. 1899-ben, a spanyol-amerikai háború után a szigeteket eladták Németországnak, majd az első világháború idején a japánok szállták meg. A második világháború idején, 1944-ben amerikai csapatok szállták meg, majd 1947. július 18-án megalapították a Csendes-óceáni Gyámsági Területet, amelyet az Amerikai Egyesült Államok közigazgatása alá rendeltek, majd 1951-ig az USA haditengerészeti minisztériuma gyakorolta a hatalmat a gyámsági terület felett.
1965-ben felerősödtek az autonómia törekvések, és 1967-ben tárgyalások kezdődtek az autonómiáról. Az 1978-as népszavazást követően, mivel a lakosság elutasította a megalakuló Mikronéziai Szövetségi Államokhoz való csatlakozást, Palau 1981. január 1-jén az USA autonóm köztársasága lett Belaui Köztársaság néven. Belau és az USA 1982-ben kötötte meg a társulási szerződést, ami kilátásba helyezte a függetlenséget is. Az 1993-ban megtartott népszavazáson megszavazták a függetlenséget, amelyet 1994-ben kiáltottak ki. A gyámságra vonatkozó megállapodásokat az USA kormánya érvénytelenítette. Az ENSZ 1994-ben elismerte független államként a Palaut, majd ugyanebben az évben felvette tagjai sorába.

## Palauval diplomáciai kapcsolatban álló országok (109)

### ENSZ tagállam országok (105)
|      | Állam                                 | Diplomáciai kapcsolat felvételének dátuma | Megjegyzések                                                                                |
| ---- | ------------------------------------- | ----------------------------------------- | ------------------------------------------------------------------------------------------- |
| 1.   | Amerikai Egyesült Államok             | 1994. október 1.                          | Az ENSZ Biztonsági Tanácsának állandó tagja. A NATO tagja. A Csendes-óceáni Közösség tagja. |
| 2.   | Ausztrália                            | 1994. október 1.                          | A Nemzetközösség tagja. A Csendes-óceáni Fórum tagja. A Csendes-óceáni Közösség tagja.      |
| 3.   | Mikronézia                            | 1994. október 1.                          | A Csendes-óceáni Fórum tagja. A Csendes-óceáni Közösség tagja.                              |
| 4.   | Pápua Új-Guinea                       | 1994. október 1.                          | A Nemzetközösség tagja. A Csendes-óceáni Fórum tagja. A Csendes-óceáni Közösség tagja.      |
| 5.   | Izrael                                | 1994. október 2.                          |                                                                                             |
| 6.   | Nauru                                 | 1994. október 14.                         | A Nemzetközösség tagja. A Csendes-óceáni Fórum tagja. A Csendes-óceáni Közösség tagja.      |
| 7.   | Japán                                 | 1994. november 2.                         |                                                                                             |
| 8.   | Új-Zéland                             | 1994. december 2.                         | A Nemzetközösség tagja. A Csendes-óceáni Fórum tagja. A Csendes-óceáni Közösség tagja.      |
| 9.   | Dél-Korea                             | 1995. március 22.                         |                                                                                             |
| 10.  | India                                 | 1995. április 10.                         | A Nemzetközösség tagja. Az Arab Liga megfigyelő státuszú tagja.                             |
| 11.  | Kiribati                              | 1995. július 12.                          | A Nemzetközösség tagja. A Csendes-óceáni Fórum tagja. A Csendes-óceáni Közösség tagja.      |
| 12.  | Spanyolország                         | 1995. augusztus 3.                        | A NATO tagja. Az Európai Unió tagja.                                                        |
| 13.  | Svédország                            | 1995. augusztus 9.                        | A NATO tagja. Az Európai Unió tagja.                                                        |
| 14.  | Portugália                            | 1996. május 17.                           | A NATO tagja. Az Európai Unió tagja.                                                        |
| 15.  | Egyesült Királyság                    | 1996. augusztus 16.                       | Az ENSZ Biztonsági Tanácsának állandó tagja. A Nemzetközösség tagja. A NATO tagja.          |
| 16.  | Hollandia                             | 1997. április 16.                         | A NATO tagja. Az Európai Unió tagja.                                                        |
| 17.  | Thaiföld                              | 1997. május 13.                           |                                                                                             |
| 18.  | Fülöp-szigetek                        | 1997. július 15.                          |                                                                                             |
| 19.  | Kanada                                | 1997. augusztus 25.                       | A Nemzetközösség tagja. A NATO tagja.                                                       |
| 20.  | Németország                           | 1997. november 11.                        | A NATO tagja. Az Európai Unió tagja.                                                        |
| 21.  | Franciaország                         | 1997. november 25.                        | Az ENSZ Biztonsági Tanácsának állandó tagja. A NATO tagja. Az Európai Unió tagja.           |
| 22.  | Marshall-szigetek                     | 1998. augusztus 1.                        | A Csendes-óceáni Fórum tagja. A Csendes-óceáni Közösség tagja.                              |
| 23.  | Szingapúr                             | 1999. szeptember 30.                      | A Nemzetközösség tagja.                                                                     |
| 24.  | Chile                                 | 1999. november 24.                        |                                                                                             |
| 25.  | Írország                              | 2000. július 14.                          | Az Európai Unió tagja.                                                                      |
| 26.  | Svájc                                 | 2001. augusztus 31.                       |                                                                                             |
| 27.  | Mexikó                                | 2001. október 17.                         |                                                                                             |
| 28.  | Olaszország                           | 2002. március 22.                         | A NATO tagja. Az Európai Unió tagja.                                                        |
| 29.  | Kelet-Timor                           | 2002. augusztus 16.                       |                                                                                             |
| 30.  | Csehország                            | 2003. szeptember 17.                      | A NATO tagja. Az Európai Unió tagja.                                                        |
| 31.  | Görögország                           | 2004. június 2.                           | A NATO tagja. Az Európai Unió tagja.                                                        |
| 32.  | Argentína                             | 2004. július 6.                           |                                                                                             |
| 33.  | Izland                                | 2004. október 6.                          | A NATO tagja. Az Európai Unió tagjelöltje.                                                  |
| 34.  | Ausztria                              | 2004. november 16.                        | Az Európai Unió tagja.                                                                      |
| 35.  | Brazília                              | 2005. január 31.                          | Az OIC megfigyelő státuszú tagja.                                                           |
| 36.  | Katar                                 | 2005. február 17.                         | Az OIC tagja. Az Arab Liga tagja.                                                           |
| 37.  | Dél-afrikai Köztársaság               | 2005. augusztus 24.                       | Az Afrikai Unió tagja. A Nemzetközösség tagja.                                              |
| 38.  | Törökország                           | 2006. május 7.                            | A NATO tagja. Az Európai Unió tagjelöltje. Az OIC tagja.                                    |
| 39.  | Oroszország                           | 2006. november 28.                        | Az ENSZ Biztonsági Tanácsának állandó tagja. Az OIC megfigyelő státuszú tagja.              |
| 40.  | Indonézia                             | 2007. július 6.                           | Az OIC tagja.                                                                               |
| 41.  | Szlovákia                             | 2007. szeptember 24.                      | A NATO tagja. Az Európai Unió tagja.                                                        |
| 42.  | Finnország                            | 2009. május 5.                            | A NATO tagja. Az Európai Unió tagja.                                                        |
| 43.  | Marokkó                               | 2009. május 9.                            | Az Afrikai Unió tagja. Az OIC tagja. Az Arab Liga tagja.                                    |
| 44.  | Vietnám                               | 2009. augusztus 18.                       |                                                                                             |
| 45.  | Salamon-szigetek                      | 2009. október 1.                          | A Nemzetközösség tagja. A Csendes-óceáni Fórum tagja. A Csendes-óceáni Közösség tagja.      |
| 46.  | Malajzia                              | 2009. október 5.                          | Az OIC tagja. A Nemzetközösség tagja.                                                       |
| 47.  | Egyesült Arab Emírségek               | 2009. október 10.                         | Az OIC tagja. Az Arab Liga tagja.                                                           |
| 48.  | Kambodzsa                             | 2009. október 26.                         |                                                                                             |
| 49.  | Belgium                               | 2010. május 22.                           | A NATO tagja. Az Európai Unió tagja.                                                        |
| 50.  | Egyiptom                              | 2010. szeptember 6.                       | Az Afrikai Unió tagja. Az OIC tagja. Az Arab Liga tagja.                                    |
| 51.  | Szlovénia                             | 2011. február 11.                         | A NATO tagja. Az Európai Unió tagja.                                                        |
| 52.  | Grúzia                                | 2011. október 17.                         |                                                                                             |
| 53.  | Monaco                                | 2011. október 26.                         |                                                                                             |
| 54.  | Brunei                                | 2011. december 16.                        | Az OIC tagja. A Nemzetközösség tagja.                                                       |
| 55.  | Lengyelország                         | 2012. január 27.                          | A NATO tagja. Az Európai Unió tagja.                                                        |
| 56.  | Panama                                | 2012. április 18.                         |                                                                                             |
| 57.  | Luxemburg                             | 2012. február 16.                         | A NATO tagja. Az Európai Unió tagja.                                                        |
| 58.  | Kazahsztán                            | 2012. november 19.                        | Az OIC tagja.                                                                               |
| 59.  | Jordánia                              | 2013. március 10.                         | Az OIC tagja. Az Arab Liga tagja.                                                           |
| 60.  | Litvánia                              | 2013. szeptember 25.                      | A NATO tagja. Az Európai Unió tagja.                                                        |
| 61.  | Mongólia                              | 2013. szeptember 25.                      |                                                                                             |
| 62.  | Montenegró                            | 2013. szeptember 25.                      | A NATO tagja. Az Európai Unió tagjelöltje.                                                  |
| 63.  | Észtország                            | 2013. november 8.                         | A NATO tagja. Az Európai Unió tagja.                                                        |
| 64.  | Maldív-szigetek                       | 2014. október 14.                         | Az OIC tagja. A Nemzetközösség tagja.                                                       |
| 65.  | Lettország                            | 2015. március 20.                         | A NATO tagja. Az Európai Unió tagja.                                                        |
| 66.  | Seychelle-szigetek                    | 2015. március 20.                         | Az Afrikai Unió tagja. A Nemzetközösség tagja.                                              |
| 67.  | Fidzsi-szigetek                       | 2015. április 2.                          | A Nemzetközösség tagja. A Csendes-óceáni Fórum tagja. A Csendes-óceáni Közösség tagja.      |
| 68.  | Kuvait                                | 2015. május 26.                           | Az OIC tagja. Az Arab Liga tagja.                                                           |
| 69.  | Ciprus                                | 2015. augusztus 10.                       | Az Európai Unió tagja.                                                                      |
| 70.  | Kuba                                  | 2015. szeptember 26.                      |                                                                                             |
| 71.  | Horvátország                          | 2015. szeptember 26.                      | A NATO tagja. Az Európai Unió tagja.                                                        |
| 72.  | Norvégia                              | 2017. május 31.                           | A NATO tagja.                                                                               |
| 73.  | Magyarország                          | 2017. szeptember 19.                      | A NATO tagja.                                                                               |
| 74.  | Örményország                          | 2017. szeptember 21.                      |                                                                                             |
| 75.  | Tádzsikisztán                         | 2018. január 30.                          | Az OIC tagja.                                                                               |
| 76.  | Azerbajdzsán                          | 2018. február 1.                          | Az OIC tagja.                                                                               |
| 77.  | Románia                               | 2018. február 17.                         | A NATO tagja. Az Európai Unió tagja.                                                        |
| 78.  | Mauritius                             | 2018. március 15.                         | Az Afrikai Unió tagja. A Nemzetközösség tagja.                                              |
| 79.  | Málta                                 | 2018. július 29.                          | Az Európai Unió tagja.                                                                      |
| 80.  | Andorra                               | 2018. szeptember 25.                      |                                                                                             |
| 81.  | San Marino                            | 2018. szeptember 27.                      |                                                                                             |
| 82.  | Bahrein                               | 2018. szeptember 28.                      | Az OIC tagja. Az Arab Liga tagja.                                                           |
| 83.  | Dánia                                 | 2018. november 30.                        | A NATO tagja. Az Európai Unió tagja.                                                        |
| 84.  | Szerbia                               | 2018. december 12.                        | Az Európai Unió tagjelöltje.                                                                |
| 85.  | Dominikai Közösség                    | 2018. december 16.                        | A Nemzetközösség tagja.                                                                     |
| 86.  | Peru                                  | 2019. február 14.                         |                                                                                             |
| 87.  | Nicaragua                             | 2019. június 17.                          |                                                                                             |
| 88.  | Banglades                             | 2019. július 19.                          | Az OIC tagja. A Nemzetközösség tagja.                                                       |
| 89.  | Kirgizisztán                          | 2021. október 7.                          | Az OIC tagja.                                                                               |
| 90.  | Pakisztán                             | 2021. november 23.                        | Az OIC tagja. A Nemzetközösség tagja.                                                       |
| 91.  | Moldova                               | 2021. december 6.                         | Az Európai Unió tagjelöltje.                                                                |
| 92.  | Nepál                                 | 2022. március 21.                         |                                                                                             |
| 93.  | Paraguay                              | 2022. április 1.                          |                                                                                             |
| 94.  | Jamaica                               | 2022. április 28.                         | A Nemzetközösség tagja.                                                                     |
| 95.  | Bulgária                              | 2022. július 7.                           | A NATO tagja. Az Európai Unió tagja.                                                        |
| 96.  | Tuvalu                                | 2022. július 16.                          | A Nemzetközösség tagja. A Csendes-óceáni Fórum tagja. A Csendes-óceáni Közösség tagja.      |
| 97.  | Zöld-foki Köztársaság                 | 2022. szeptember 22.                      | Az Afrikai Unió tagja.                                                                      |
| 98.  | Ecuador                               | 2022. október 24.                         |                                                                                             |
| 99.  | Szaúd-Arábia                          | 2022. november 23.                        | Az OIC tagja. Az Arab Liga tagja.                                                           |
| 100. | Guatemala                             | 2023. január 19.                          |                                                                                             |
| 101. | Dominikai Köztársaság                 | 2023. február 15.                         |                                                                                             |
| 102. | Saint Kitts és Nevis                  | 2024. május 21.                           | A Nemzetközösség tagja.                                                                     |
| 103. | Saint Vincent és a Grenadine-szigetek | 2024. május 21.                           | A Nemzetközösség tagja.                                                                     |
| 104. | Ukrajna                               | 2024. június 16.                          | Az Európai Unió tagjelöltje.                                                                |
| 105. | Belize                                | 2024. szeptember 25.                      | A Nemzetközösség tagja.                                                                     |

### Nem ENSZ tagállam országok (4)
|    | Állam         | Diplomáciai kapcsolat felvételének dátuma | Megjegyzések |
| -- | ------------- | ----------------------------------------- | ------------ |
| 1. | Vatikán       | 1998. december 17.                        |              |
| 2. | Tajvan        | 1999. december 29.                        |              |
| -  | Európai Unió  | 2001.                                     |              |
| 3. | Cook-szigetek | 2013. szeptember 3.                       |              |
| 4. | Koszovó       | 2017. augusztus 27.                       |              |

## Palauval diplomáciai kapcsolatban nem álló országok (95)

### ENSZ-tagállam országok (87)
Mikronézia nem áll diplomáciai kapcsolatban a következő országokkal
- Bosznia-Hercegovina,  Albánia,  Észak-Macedónia,   Liechtenstein,  Fehéroroszország
- Szíria,  Libanon,  Jemen,  Omán,  Irak,  Irán,  Üzbegisztán,  Türkmenisztán,  Afganisztán,  Bhután,  Mianmar,  Srí Lanka,  Laosz,  Észak-Korea,  Kína
- Algéria,  Tunézia,  Líbia,  Mauritánia,  Mali,  Niger,  Csád,  Szudán,  Szenegál,  Gambia,  Guinea,  Bissau-Guinea,  Libéria,  Sierra Leone,  Burkina Faso,  Elefántcsontpart,  Ghána,  Togo,  Benin,  Nigéria,  Kamerun,  Gabon,  Egyenlítői-Guinea,  São Tomé és Príncipe,  Közép-afrikai Köztársaság,  Kongói Köztársaság,  Kongói Demokratikus Köztársaság,  Dél-Szudán,  Etiópia,  Eritrea,  Dzsibuti,  Szomália,  Kenya,  Tanzánia,  Uganda,  Ruanda,  Burundi,  Zambia,  Zimbabwe,  Malawi,  Mozambik,  Botswana,  Namíbia,  Angola,  Lesotho,  Szváziföld,  Madagaszkár,  Comore-szigetek
- Salvador,  Honduras,  Costa Rica,  Haiti,  Bahama-szigetek,  Antigua és Barbuda,  Saint Lucia,  Barbados,  Grenada,  Trinidad és Tobago
- Kolumbia,  Venezuela,  Guyana,  Suriname,  Bolívia,  Uruguay
- Vanuatu,  Szamoa,  Tonga

### Nem ENSZ-tagállam országok (8)
- Niue
- Abházia,  Észak-Ciprus,  Dél-Oszétia,  Nyugat-Szahara,  Palesztina,  Szomáliföld,  Dnyeszter Menti Köztársaság

## Nemzetközi szervezetek
| Szervezet    | |
| ------------ | --- |
| ENSZ         | Palau 1994. december 15-én csatlakozott az ENSZ-hez. Azóta viszont folyamatosan építi diplomáciai kapcsolatait. Mindazonáltal nem valamennyi ENSZ tagállam ország ismerte el a függetlenséget azonnal, jelenleg még 118 ENSZ tagállam nem ismerte el hivatalosan a függetlenséget és nem lépett diplomáciai kapcsolatba az országgal. Főleg az afrikai és a karibi téréségben van sok ország, amelyekkel még vette fel az állam a diplomáciai kapcsolatot, de Ázsiában és Európában is sok országgal szintén nem létesült még hivatalos diplomáciai kapcsolat. Palau diplomáciai kapcsolatok kiépítése terén saját térségében, Óceániában aktív különösen, itt Vanuatu, Tuvalu, Szamoa, Tonga és Niue kivételével valamennyi állammal diplomáciai kapcsolatban áll már. · Tagállamok (191 / 105) Megfigyelők (3 / 1) |
| EU           | Palau tagja az ACP-országoknak, melyek együttműködési megállapodást kötöttek az Európai Unióval. Palau folyamatosan létesít külön-külön is diplomáciai kapcsolatot a tagországokkal. Az Európai Unió 27 tagállamából minden tagországgal kialaktotta a diplomáciai kapcsolatot. A közösség hét hivatalos tagjelölt államából kettővel ( Albánia, és Észak-Macedónia) nincs fennálló diplomáciai kapcsolata Palaunak. · Tagállamok (27 / 27) Tagjelöltek (7 / 5) |
| Afrikai Unió | Az Afrikai Unió nem alakított ki egységes álláspontot az elismerés kérdésében, az egyes tagállamok maguk döntenek a kapcsolatfelvétel mellett. Kontinentális szinten a diplomáciai kapcsolatok felvétele terén Afrika áll az utolsó helyen. Az Afrikai Unió tagállamai közül csak a Dél-afrikai Köztársasággal, Egyiptommal, Marokkóval, a Zöld-foki Köztársaságkel, a Seychelle-szigetekkel és Mauritius-szal létesült diplomáciai kapcsolat. Tagállamok (54 / 6) |
| Arab Liga    | Az Arab Liga nem alakított ki egységes álláspontot az elismerés kérdésében, az egyes tagállamok maguk döntenek a kapcsolatfelvétel mellett. Tagállamok (22 / 8) Megfigyelők (4 / 2) |
| OIC          | Iszlám Konferencia Szervezete nem alakított ki egységes álláspontot az elismerés kérdésében, az egyes tagállamok maguk döntenek a kapcsolatfelvétel mellett. Tagállamok (57 / 19) Megfigyelők (6 / 3) |

## Tagság nemzetközi szervezetekben
Palau a következő nemzetközi szervezetek tagja:
- FAO, ICAO, Nemzetközi Büntetőbíróság, , Nemzetközi Olimpiai Bizottság, Vegyifegyver-tilalmi Szervezet, Csendes-óceáni Fórum, Csendes-óceáni Közösség, UNESCO, Egészségügyi Világszervezet, Meteorológiai Világszervezet
- továbbá tagja illetve aláírója: ACP-országok (cotonoui megállapodás), riói egyezmény, genfi egyezmények, az ENSZ éghajlatváltozási keretegyezménye és a kiotói jegyzőkönyv

## Fordítás
- Ez a szócikk részben vagy egészben  a   Foreign relations of the Marshall Islands című angol Wikipédia-szócikk fordításán alapul.  Az eredeti cikk szerkesztőit annak laptörténete sorolja fel. Ez a jelzés csupán a megfogalmazás eredetét és a szerzői jogokat jelzi, nem szolgál a cikkben szereplő információk forrásmegjelöléseként.